# Max Carver
Robert Maxwell Martensen plus connu sous le nom de Max Carver (né le 1er août 1988 à San Francisco en Californie) est un acteur américain. Il est surtout connu pour avoir incarné le rôle de Preston Scavo dans la série dramatique Desperate Housewives (2008-2012) et de Aiden dans la série Teen Wolf. Il est le frère jumeau de Charles Carver avec qui il joue dans plusieurs séries.

## Biographie
Né le 1er août 1988 à San Francisco, Max est né sept minutes après son frère jumeau Charles. Charles est donc né le 31 juillet 1988. En plus de son frère jumeau, Charles, a un frère et une sœur aînée. Il est le fils de Robert Martensen, un auteur et chercheur médical pour National Institutes of Health, et le fils de Anne Carver. En 1992, Max s'est installé avec ses frères, sa sœur, sa mère et son beau-père, Denis Sutro, à Calistoga dans le comté de Napa. Il a commencé à s'intéresser à la comédie lorsqu'il était en Quatrième en jouant dans des pièces de théâtre. Il est allé au lycée St. Paul’s Boarding School à Concord mais il a quitté ce lycée pour aller à la Interlochen Center for the Arts dans le Michigan. Il a aussi étudié la comédie au conservatoire The American Conservatory Theater de San Francisco. En 2012, il est ressorti diplômé de l'université de Californie du Sud.

## Vie privée
Max était en couple avec sa partenaire dans Teen Wolf, Holland Roden depuis mai 2014, mais ils ont rompu en mi-juin 2016.

## Carrière
Max travaillait avec son père sur une étude sur les soins palliatifs à la NIH quand son frère jumeau a attiré l'attention d'un agent artistique, Matthew Jackson, qui travaille pour Rebel Entertainment Partners, Inc. et qui a décidé de lancer la carrière des deux frères. Dès lors, Charles et Max auditionnent pour les rôles de Porter et Preston Scavo pour la célèbre série Desperate Housewives. Ils ont obtenu les rôles. Entre-temps, Max est apparu dans Bonne chance Charlie et Victorious, ainsi que dans d'autres séries. Il a joué le rôle d'Aiden dans la série, Teen Wolf, aux côtés de son frère Charlie, de juin 2013 à mars 2014. Max a tenu en 2014 le rôle d'Adam Frost dans la série HBO The Leftovers, toujours aux côtés de son frère, ce dernier jouant Scott Frost.

## Filmographie sélective

### Cinéma
- 2013 : Dean Slater: Resident Advisor : Le mec enervé
- 2014 : Ask Me Anything : Rory
- 2014 : Mantervention : Sauveteur Joe
- 2017 : Fist Fight : Daniel
- 2017 : A Midsummer Night's Dream : Snout
- 2018 : In The Cloud : Caden
- 2022 : The Batman de Matt Reeves : Jumeau 2
- 2024 : Teen Wolf: The Movie 2 de Russell Mulcahy : Aiden

### Télévision

#### Séries télévisées
- 2008-2012 : Desperate Housewives : Preston Scavo (40 épisodes)
- 2010: The Office : Eric (saison 6)
- 2012: Halo 4: Aube de l’espérance (web-série) : Cadmon Lasky
- 2012 : Victorious : Evan Smith (saison 3, épisode 13)
- 2013-2015 : Teen Wolf : Aiden
- 2013 : Le Pacte des tricheuses (The Cheating Pact) : Jordan Coleman
- 2014 : The Leftovers : Adam Frost
- 2014 : Grand Theft Auto: Give Me Liberty (Téléfilm) : Claude
- 2015 : The Following : Reggie
- 2015 : Filthy Preppy Teen$ : Chaad Bishop
- 2016 : Cupcake Wars : Lui-même
- 2017 : Blooms : Andrew Bloom

#### Clips
- 2015 : Rough sweat de White china Gold
- 2016 : Where is the love du groupe The Black Eyed Peas

## Voix françaises
Alexandre Nguyen et Olivier Martret sont les voix récurrentes de l'acteur, c'est également celles de son frère jumeau Charles car ces derniers se partagent quasiment toujours les mêmes voix françaises.
- Alexandre Nguyen dans : 
  - Desperate Housewives (série télévisée)
  - Victorious (série télévisée)
  - Le Pacte des tricheuses (téléfilm)
  - The Leftovers (série télévisée)

Et aussi
- Olivier Martret dans Teen Wolf (série télévisée)
- Baptiste Caillaud dans The Batman